# Kremeneț
Kremeneț (în ucraineană Кременець) este orașul raional de reședință al raionului Kremeneț din regiunea Ternopil, Ucraina. În afara localității principale, nu cuprinde și alte sate.

## Demografie
Componența lingvistică a orașului Kremeneț
     Ucraineană (97,58%)
     Rusă (2,13%)
     Alte limbi (0,19%)
Conform recensământului din 2001, majoritatea populației orașului Kremeneț era vorbitoare de ucraineană (97,58%), existând în minoritate și vorbitori de rusă (2,13%).